# Čikorja an’ kafe
Čikorja an’ kafe je kratki animirani film Dušana Kastelica, predstavljen leta 2008. Preprosta zgodba, polna grenko-sladke resnice temelji na istoimenski pesmi Iztoka Mlakarja in je eden največjih dosežkov slovenske animacije in kratkega filma.

## Zgodba
Gre za preprosto zgodbo z močnim čustvenim nabojem, kjer spremljamo življenjsko pot kmečkega para od poroke do smrti. Bistvo zgodbe je v drobni ženini prevari, da namesto prave kave možu celo življenje kuha cikorijo, poceni kavni nadomestek – življenje jima je prineslo mnogo otrok in žena mora gledati na vsak dinar. Šele po ženini smrti nonotu skuhajo pravo kavo, toda njemu je še vedno najljubša “kava”, ki mu jo je kuhala žena.

## Izdelava
Pred leti je avtor, ki se sicer vidi kot pretežno pripovedovalca zgodb, razmišljal, kako iz občinstva izvabljati smeh in v naslednjem trenutku solze. Táko zgodbo je našel v pesmi Čikorja in kafe Iztoka Mlakarja, ki ga je občudoval že dlje časa. Na začetku projekta je imel Iztok sicer pomisleke glede uporabe svoje pesmi v Čikoriji, toda na koncu je bil navdušen in je celo napisal pesem, ki jo je izvedel na premieri filma.
V svojih likih je Dušan Kastelic želel ujeti toplino knapovskih marionetnih lutk, ki so jih knapi uporabljali za zabavo po napornem delovniku. Ideja je bila uporabiti te lutke in posneti film v tehniki stop-motion, toda lutke niso imele subtilne obrazne mimike. Zato je film narejen digitalno – lutke so modelirane v računalniškem programu za izdelavo 3D modelov – kljub temu pa avtor pravi, da se je zelo približal tehniki stop-motion, in končni rezultat sploh ne izgleda “plastično in gumijasto”.
Čikorija in predmeti v njej imajo dosledno podobo 30. let dvajsetega stoletja. Narejenih je bilo več tisoč fotografij po Slovenskih etnografskih muzejih in starih domačij. Predmeti so torej avtentični, a so v filmu prikazani nekoliko karikirano.
Tehnično gledano je bila uporabljena naslednja programska oprema:
- za 3D modeliranje in animacijo Animation Master,
- za izdelavo tekstur XaraXtreme in Zbrush,
- za končno montažo in postprodukcijo Adobe After Effects in Adobe Premiere.

## Sprejem
Kratki film je ob prejel nagrado vesna za najboljši animirani film na Festivalu slovenskega filma v Portorožu.
Vsekakor eden nespornih vrhuncev festivala, eden največjih dosežkov slovenske animacije in kratkega filma sploh. […]— strokovna žirija Festivala slovenskega filma
Zmage, nagrade in ugodne kritike so se kar vrstile, Čikorija se je predvajala na kakšnih 150 festivalih.